# Hildur Guðnadóttir
En aquest nom islandès, el darrer nom és un patronímic, no pas un cognom. La manera de referir-se a aquesta persona és pel nom de pila.
Hildur Ingveldardóttir Guðnadóttir (Reykjavik, 4 de setembre de 1982) és una violoncelista i compositora que ha tocat i gravat música amb els grups Pan Sonic, Throbbing Gristle i Múm, així com en el seu projecte en solitari Lost in Hildurness. També ha actuat amb Animal Collective i Sunn O))).
L'any 2007 va publicar el seu àlbum en solitari, Mount A, en què va intentar "involucrar altra gent tan poc com va poder". Va ser gravat a Nova York i a Hólar, al nord d'Islàndia. Al 2009 la discogràfica anglesa Touch Music va publicar el seu segon àlbum en solitari, Without Sinking.
A més de tocar el violoncel, Hildur també canta i compon els cors, com el d'algunes actuacions del grup Throbbing Gristle a Àustria i Londres. Com a compositora, ha compost les partitures per l'obra de teatre Sumardagur ("Dia d'estiu") que es va poder veure al Teatre Nacional d'Islàndia. També ha escrit les partitures de la pel·lícula danesa Kapringen.
El 2020 va guanyar l'Oscar a la millor banda sonora i el Globus d'Or a la millor banda sonora original pel seu treball en la pel·lícula Joker, convertint-se així en la primera dona en guanyar aquests guardons en solitari.

## Discografia
En solitari
- Mount A (a Lost in Hildurness) (12 Tónar, 2006)
- Without Sinking (Touch Music 2009), amb una versió en vinil amb temes extra l'any 2011
- Mount A (com a Hildur Guðnadóttir) (Touch Music, 2010)
- Leyfðu Ljósinu (Touch Music, 2012), amb una versió multicanal en USB
- Saman (Touch Music, 2014), amb una versió en vinil

Col·laboracions
- Rúnk – Ghengi Dahls (Flottur kúltúr og gott músik) 2001
- Mr. Schmucks Farm – Good Sound (Oral 2005)
- Stórsveit Nix Noltes – Orkídeur Hawai (12 Tónar/Bubblecore 2005)
- Angel and Hildur Guðnadóttir – In Transmediale (Oral 2006)
- Hildur Guðnadóttir amb Jóhann Jóhannsson – Tu Non Mi Perderai Mai (Touch 2006)
- Nico Muhly – Speaks volumes (Bedroom Community 2006)
- Valgeir Sigurðsson – Equilibrium Is Restored (Bedroom Community 2007)
- Ben Frost – Theory of Machines (Bedroom Community 2006)
- Skúli Sverrisson – Sería (12 Tónar 2006)
- Pan Sonic – Katodivaihe/Cathodephase (Blast First Petite 2007)
- Múm – Go Go Smear the Poison Ivy (Fat Cat 2007)
- Hildur Guðnadóttir, BJ Nilsen and Stilluppsteypa – Second Childhood (Quecksilber 2007)
- The Knife – Tomorrow, In a Year (2010)
- Wildbirds & Peacedrums – Rivers (The Leaf Label 2010)
- Sōtaisei Riron + Keiichirō Shibuya – Blue (Strings Edit) feat. Hildur Guðnadóttir (Commmons 2010)[6]
- Skúli Sverrisson – Sería II (Sería Music 2010)
- Hauschka – Pan Tone (Sonic Pieces 2011)
- Jóhann Jóhannsson - End of Summer (Sonic Pieces, 2015)
- Jóhann Jóhannsson - Orphée (Deutsche Grammophon, 2016)
- Jóhann Jóhannsson - Englabörn & Variations (Deutsche Grammophon, 2018)
- Jóhann Jóhannsson - Last And First Men (Deutsche Grammophon, 2020)

### Múisca per al cinema
| Any  | Títol                                             | Director              | Notes                                          |
| ---- | ------------------------------------------------- | --------------------- | ---------------------------------------------- |
| 2011 | The Bleeding House                                | Philip Gelatt         | Compositora                                    |
| 2012 | A Hijacking                                       | Tobias Lindholm       | Compositora                                    |
| 2012 | Astro: An Urban Fable in a Magical Rio de Janeiro | Paula Trabulsi        | Compositora                                    |
| 2013 | Jîn                                               | Reha Erdem            | Compositora                                    |
| 2013 | Prisoners                                         | Denis Villeneuve      | Solo violoncel                                 |
| 2015 | Sicario                                           | Denis Villeneuve      | Solo violoncel                                 |
| 2015 | The Revenant                                      | Alejandro G. Iñárritu | Solo violoncel                                 |
| 2016 | The Oath                                          | Baltasar Kormákur     | Compositora                                    |
| 2016 | Arrival                                           | Denis Villeneuve      | Solo Cello                                     |
| 2017 | Tom of Finland                                    | Dome Karukoski        | Compositora, amb Lasse Enersen                 |
| 2017 | Journey's End                                     | Saul Dibb             | Compositora, amb Natalie Holt                  |
| 2018 | Maria Magdalena                                   | Garth Davis           | Compositora, amb Jóhann Jóhannsson Percussions |
| 2018 | Sicario: Day of the Soldado                       | Stefano Sollima       | Compositora                                    |
| 2019 | Joker                                             | Todd Phillips         | Compositora                                    |
| 2022 | Tár                                               | Todd Field            | Compositora                                    |
| 2022 | Women Talking                                     | Sarah Polley          | Compositora                                    |

### Televisió
| Any       | Títol                                         | Estudi                                                                            | Episodis | Notes |
| --------- | --------------------------------------------- | --------------------------------------------------------------------------------- | -------- | --- |
| 2013      | Graduates – Freedom Is Not For Free           | Hailstone                                                                         | N/D      | Compositora Documental |
| 2014      | Så meget godt i vente                         | Danish Documentary Production                                                     | N/D      | Compositora Documental |
| 2014      | Ming Of Harlem: Twenty One Storeys In The Air | - Big Other Films - The Wellcome Trust - Picture Palace Pictures - Michigan Films | N/D      | Compositora Documental |
| 2015-2018 | Trapped                                       | RÚV                                                                               | 20       | Compositora, amb Jóhann Jóhannsson & Rutger Hoedemaekers                                                                                           |
| 2017      | Strong Island                                 | Netflix                                                                           | N/D      | Compositora Documental |
| 2017      | The Departure                                 | Pandora                                                                           | N/D      | Compositora, música addicional Documental |
| 2018      | Street Spirits                                | V71                                                                               | N/D      | Compositora, amb Eric Papky Sèrie TV documental |
| 2019      | Chernobyl                                     | HBO (US) Sky (UK)                                                                 | 5        | Compositora TV Mini-series Primetime Emmy Award for Outstanding Music Composition for a Limited Series, Movie, or Special per a Please Remain Calm |

## Guardons i nominacions
| Any  | Premi  | Categoria                                              | Obra      | Resultat   | Ref   |
| ---- | ------ | ------------------------------------------------------ | --------- | ---------- | ----- |
| 2020 | Grammy | Millor partitura de banda sonora per a suports visuals | Txernòbil | Guanyadora | [ 7 ] |